# Đế Khốc
Đế Khốc (chữ Hán: 帝嚳, 2551 TCN - 2445 TCN), Cao Tân thị (高辛氏), tên Tuấn (夋), là một vị vua huyền thoại của Trung Quốc, một trong Ngũ Đế nổi tiếng trong huyền sử. Theo truyền thuyết, ông trị vì khoảng 76 năm (có người nói 63 năm).

## Tiểu sử
Theo Sử ký của Tư Mã Thiên, Đế Khốc là con của Đới Cực (蟜極), còn Đới Cực là con của Huyền Hiêu (玄囂), và Huyền Hiêu chính là con trưởng của Hiên Viên Hoàng Đế. Theo vai vế, Đế Khốc là cháu họ của Chuyên Húc - cháu nội của Hoàng Đế và là người kế thừa Hoàng Đế.
Sử Ký - Ngũ Đế bản kỷ nói, Đế Khốc sinh ra đã là thần linh, tự nói tên mình, ban phát lợi vật ở khắp nơi, không nghĩ gì đến thân mình. Cũng theo Sử ký, ông là người nhân ái khiêm nhường, được thiên hạ theo về. Ông có khả năng tận dụng đất đai và tài nguyên, có tài lãnh đạo mọi người. Ông còn là người chế ra lịch phù hợp với quy luật sự vận động của mặt trời, Mặt Trăng và thành kính thờ tế quỷ thần.
Đế Khốc có thái độ nghiêm túc, phẩm chất cao thượng, ứng xử hợp tình hợp lý, không tạo ra sự chênh lệch lớn trong xã hội, do đó mọi người đều tuân theo.

## Các con
Đế Khốc lấy con gái họ Hữu Thai tên là Khương Nguyên (姜嫄) sinh ra Cơ Khí - tức Hậu Tắc, là thủy tổ nhà Chu, lại lấy con gái Hữu Nhung là Giản Địch sinh ra Tử Tiết - là thủy tổ nhà Thương. Vợ ba Đế Cốc thuộc tộc Tu Ty Thường Nghi (常儀) sinh ra người con khác là Thanh Dương Thị, tức Đế Chí, vợ cuối là Khánh Đô (慶都) họ Trần Phong sinh ra Y Kỳ Phòng Huân - tức Đế Nghiêu.
Ngoài ra Cao Tân Thị còn có hai người con trai nữa - không rõ con bà nào - là Át Bá và Thực Trầm. Sách Tả Truyện có ghi lại điển tích như sau: "Át Bá và Thực Trầm luôn luôn bất hòa suốt ngày cãi vã nhau làm kinh động đến cả Ngọc Hoàng Thượng đế, Ngọc Hoàng tức giận hạ lệnh đày Át Bá đến Thương Khâu làm chủ sao Thương ở phía Tây. Thực Trầm bị đưa ra vùng Đại Hạ làm chủ sao Sâm ở phía Đông, hai sao này không bao giờ gặp được nhau nữa vì khi sao này lặn thì mới nhìn thấy sao kia".
Tam quốc sử ký phần Cao Cấu Ly bản kỉ đệ lục và Bách Tế bản kỉ đệ lục ghi lại rằng Cao Cấu Ly vương là hậu duệ của Hoàng Đế thông qua Cao Dương thị và Cao Tân thị.